# 南方熊楠賞
南方熊楠賞（みなかたくまぐすしょう）は、民俗学・博物学を対象とした日本の学術賞である。1990年、南方熊楠の没後50周年を記念する事業の一環として発足した。和歌山県田辺市と南方熊楠邸保存顕彰会（のち南方熊楠顕彰会）が運営している。
日本国内・国外を問わず、民俗学の分野・博物学の分野において顕著な業績のあった研究者に贈られる賞で、毎年1名ただし、人文部門と自然科学部門から毎年交互に選出される（一部の年を除く）。また、南方熊楠に関連した研究には特別賞が贈られる。受賞者には賞状（塩谷聴泉揮毫）、トロフィー（建畠覚造制作）、副賞（本賞100万円、特別賞50万円）が授与される。

## 受賞者

### 第1回から第10回
- 第1回（1991年） - 人文の部：バーバラ・ルーシュ、自然科学の部：神谷宣郎、特別賞：小林義雄・長谷川興蔵
- 第2回（1992年） - 人文の部：谷川健一
- 第3回（1993年） - 自然科学の部：椿啓介
- 第4回（1994年） - 人文の部：國分直一
- 第5回（1995年） - 人文の部：鶴見和子、自然科学の部：吉良龍夫
- 第6回（1996年） - 自然科学の部：竹内郁夫
- 第7回（1997年） - 人文の部：川添登、特別賞：カルメン・ブラッカー
- 第8回（1998年） - 自然科学の部：四手井綱英
- 第9回（1999年） - 人文の部：加藤九祚
- 第10回（2000年） - 人文の部：上田正昭、自然科学の部：日高敏隆

### 第11回から第20回
- 第11回（2001年） - 自然科学の部：青木淳一、特別賞：樋口源一郎
- 第12回（2002年） - 人文の部：櫻井徳太郎、特別賞：神坂二郎
- 第13回（2003年） - 自然科学の部：本郷次雄、特別賞：後藤伸
- 第14回（2004年） - 人文の部：佐々木高明、特別賞：飯倉照平
- 第15回（2005年） - 自然科学の部：柴岡弘郎
- 第16回（2006年） - 人文の部：岩田慶治
- 第17回（2007年） - 自然科学の部：伊藤嘉昭
- 第18回（2008年） - 人文の部：伊藤幹治
- 第19回（2009年） - 自然科学の部：堀田満
- 第20回（2010年） - 人文の部：山折哲雄

### 第21回から第30回
- 第21回（2011年） - 自然科学の部：河野昭一
- 第22回（2012年） - 人文の部：森浩一
- 第23回（2013年） - 自然科学の部：杉山純多、特別賞：中瀬喜陽
- 第24回（2014年） - 人文の部：石毛直道
- 第25回（2015年） - 自然科学の部：井上勲、特別賞：萩原博光
- 第26回（2016年） - 人文の部：中沢新一
- 第27回（2017年） - 自然科学の部：加藤真
- 第28回（2018年） - 人文の部：櫻井治男[2]
- 第29回（2019年） - 自然科学の部：馬渡駿介
- 第30回（2020年） - 人文の部：北原糸子

### 第31回から第40回
- 第31回（2021年） - 自然科学の部：山極寿一
- 第32回（2022年） - 人文の部：江原絢子
- 第33回（2023年） - 自然科学の部：塚谷裕一
- 第34回（2024年） - 人文の部：松岡悦子[3]
- 第35回（2025年） - 自然科学の部：松浦啓一[4]